# Сенотильо (муниципалитет)
Сеноти́льо (исп. Cenotillo) — муниципалитет в Мексике, штат Юкатан, с административным центром в одноимённом городе. Численность населения, по данным переписи 2010 года, составила 3701 человек.

## Общие сведения
Название Cenotillo происходит от майяйского названия природных колодцев — сенотов (исп. cenote).
Площадь муниципалитета равна 543 км², что составляет 1,36 % от общей площади штата, а наивысшая точка — 25 метров, расположена в поселении Шаркос-Чен.
Он граничит с другими муниципалитетами Юкатана: на севере с Букцоцом, на востоке с Эспитой, на юге с Цитасом и Кинтана-Роо, на западе с Тункасом и Текаль-де-Венегасом.

## Учреждение и состав
Муниципалитет был сформирован в 1825 году, в его состав входит 21 населённый пункт, самые крупные из которых административный центр и бывшая асьенда, и 19 ранчо и ферм с населением менее 10 человек:
| Код INEGI | Населённый пункт                                                                    | Численность населения (2005 год) | Численность населения (2010 год) |
| --------- | ----------------------------------------------------------------------------------- | -------------------------------- | -------------------------------- |
| 012       | Всего                                                                               | 3540                             | 3701                             |
| 0001      | Сенотильо (исп. Cenotillo) 20°57′56″ с. ш. 88°36′09″ з. д. (административный центр) | 3134                             | 3272                             |
| 0009      | Тишбакаб (исп. Tixbacab) 21°05′39″ с. ш. 88°30′48″ з. д.                            | 349                              | 363                              |
| 0055      | Лас-Паломас (исп. Las Palomas) 21°03′55″ с. ш. 88°33′05″ з. д.                      | 15                               | 8                                |
| 0021      | Тусина (исп. Tuciná) 21°02′31″ с. ш. 88°34′09″ з. д.                                | 7                                | 7                                |
| —         | Прочие                                                                              | 35                               | 51                               |

## Экономика
По статистическим данным 2000 года, работоспособное население занято по секторам экономики в следующих пропорциях:
- сельское хозяйство и скотоводство — 68,1 %;
- торговля, сферы услуг и туризма — 20,2 %;
- производство и строительство — 10,2 %;
- безработные — 1,5 %.

## Инфраструктура
По статистическим данным 2010 года, инфраструктура развита следующим образом:
- электрификация: 94,9 %;
- водоснабжение: 99,1 %;
- водоотведение: 73,8 %.

## Достопримечательности
К архитектурным достопримечательностям можно отнести церковь Святой Клары и церковь Богоматери, построенные в XVII веке, и бывшую асьенду Тишбакаб.
Также на территории муниципалитета находится археологическая зона Цебтун и 12 сенотов. В 2017 году в одном из сенотов  найдены ритуальные украшения майя.

## Фотографии
- Церковь Святой Клары Ассизской